# Blanca Maria Sforza

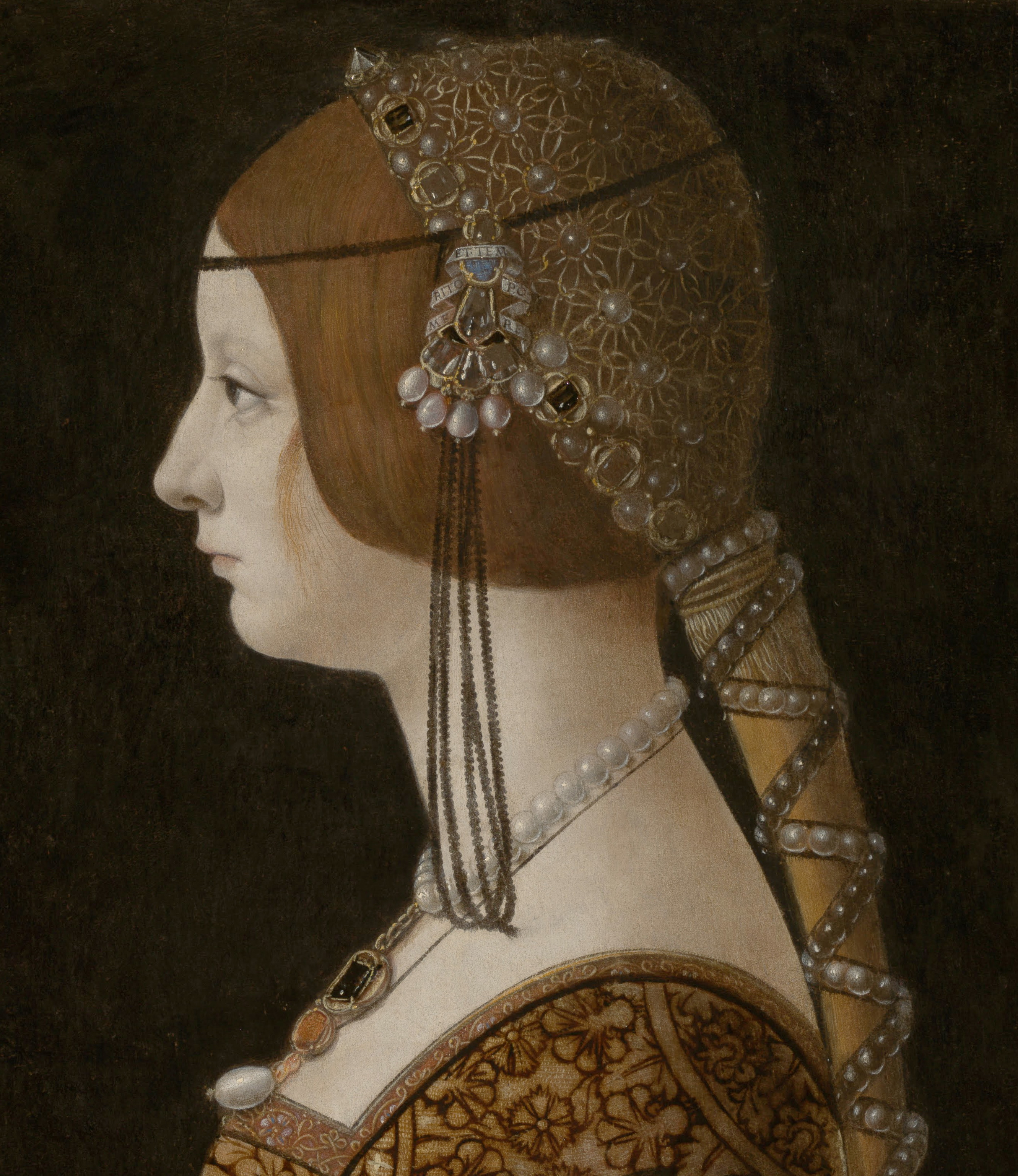
Pintura de Blanca Maria Sforza realitzada per Ambrogio de Predis (1493).

Blanca Maria Sforza (Pavia, Milà 1472 - Innsbruck, Sacre Imperi Romanogermànic 1510) fou una princesa de Milà que posteriorment fou duquessa consort de Savoia i emperadriu consort del Sacre Imperi Romanogermànic.

## Antecedents familiars
Va néixer el 5 d'abril de 1472 a la ciutat de Pavia, que en aquells moments formava part del Ducat de Milà, sent filla del duc Galeazzo Maria Sforza i Bonna de Savoia. Era neta per línia paterna de Francesc I Sforza i Blanca Maria Visconti, i per línia materna del duc Lluís I de Savoia i Anna de Lusignan.
Morí a la ciutat d'Innsbruck el 31 de desembre de 1510, i fou enterrada posteriorment a l'abadia de Stamps.

## Núpcies i descendents
Fou casada el 1472, amb només dos anys, amb el duc Filibert I de Savoia. El duc va morir a la primavera de 1482, deixant a Blanca vídua amb deu anys.
Aviat el rei Matías Corvino d' Hongria va demanar la mà de Blanca per al seu fill il·legítim Joan Corví, de 13 anys, i la cerimònia de matrimoni fou celebrada a Milà a través d'ambaixadors. La parella no es va arribar a trobar en persona i posteriorment el Papa va anul·lar el matrimoni l'11 de novembre de 1493.
Es casà, el 16 de març de 1494, a la ciutat tirolesa de Hall amb el futur emperador Maximilià I del Sacre Imperi Romanogermànic, vídu de Maria de Borgonya. D'aquesta unió tampoc tingueren descedents.